# Converse
Converse är ett amerikanskt bolag som tillverkar skor. De har sålt skor sedan början av 1900-talet. Marquis M Converse startade 1908 tillverkning av skor med gummisula. Basketspelaren Chuck Taylor började använda skorna och fann dem väldigt behagliga att använda på planen och blev snart företrädare för dem. Han arbetade inom företaget fram till sin död 1969, och skorna kom att kallas "Chucks".
De har blivit kända för sina basketkängor och de blev populära utanför sportens värld på 1970-talet i och med att flera populära rockband började ha dem.
Sedan 2003 ägs Converse av Nike.